# Whitehouse.gov
Whitehouse.gov — официальный веб-сайт Белого дома, принадлежит Правительству США. Запущен в октябре 1994 года. Ресурс содержит общую информацию об американской истории, текущие новости, касающиеся президента, пресс-брифинги, прокламации, распоряжения и речи президента на радио.
За веб-ресурс несёт ответственность действующая администрация. Сайт полностью меняет дизайн с каждым новым президентом, его структура и ссылки меняются от одной администрации к другой.
Текущий веб-сайт работает на ОПО Drupal.
Контент ресурса находится в общественном достоянии или лицензирован по Creative Commons Attribution.